# Latécoère 26
Le Latécoère 26 est un avion de la compagnie Latécoère créé par Marcel Moine pour pallier les faiblesses du vieillissant Breguet XIV. Il fut construit à 90 exemplaires et utilisé par l'Aéropostale.
Joseph Kessel évoque cet avion dans son court livre Vent de sable (chapitre Vers le sud) : « J'examinai le Latécoère 26 dont, sur toute la ligne, on m'avait parlé avec orgueil. Bien profilé, puissant, fin, le monoplan donnait confiance. À la proue se trouvait le poste de pilotage. Derrière, la carlingue, où se tenait le radio avec les appareils d'émission et de réception, pouvait contenir un autre passager. Enfin, environ au milieu du fuselage, béait l'ouverture du vaste coffre à courrier. »